# Uchū Keiji Gavan: THE MOVIE
Uchū Keiji Gavan: THE MOVIE (宇宙刑事ギャバン THE MOVIE Bộ phim về Cảnh sát Vũ trụ Gavan) là một bố phim tokusatsu sắp ra mắt trong năm 2012 nhằm kỉ niệm 30 năm bộ Metal Hero đầu tiên, Uchu Keiji Gyaban và là phần tiếp theo của series Cảnh sát Vũ trụ. Kenji Ohba, Toshiaki Nishizawa, và Shōzō Iizuka sẽ thể hiện lại các nhân vật của mình trong loạt phim gốc.

## Câu chuyện
Mười lăm năm trước, ba người bạn thời thơ ấu, Geki Jumonji, Shelly và Toya Okuma, cùng ngắm sao và có ước muốn đi vào không gian. Khi trưởng thành, Geki và Okuma tham gia nhiệm vụ du hành lên sao Hoả, nhưng 2 người bỗng dưng bị mất tích trong chuyến hành trình. Geki được tiết lộ là đang được Gavan, Retsu Ichijouji, huấn luyện để trở thành người kế nhiệm mình chiến đấu chống lại Don Horror tái sinh và tổ chức Mafia Vũ trụ Maku. Những người kế nhiệm của Sharivan và Shaider, Kai Hyuga và Shu Karasuma, cũng lần lượt xuất hiện.

## Diễn viên
- Geki Jumonji (十文字 撃 Jūmonji Geki?): Yuma Ishigaki (石垣 佑磨 Ishigaki Yūma?)
- Retsu Ichijouji (一条寺 烈 Ichijōji Retsu?): Kenji Ohba (大葉 健二 Ōba Kenji?)
- Itsuki Kawai (河井 衣月 Kawai Itsuki?): Yukari Taki (滝 裕可里 Taki Yukari?)
- Toya Okuma (大熊 遠矢 Ōkuma Tōya?): Takuya Nagaoka (永岡 卓也 Nagaoka Takuya?)
- Shelly (シェリー Sherī?): Suzuka Morita (森田 涼花 Morita Suzuka?)
- Commander Qom (コム長官 Komu Chōkan?): Toshiaki Nishizawa (西沢 利明 Nishizawa Toshiaki?)
- Eleena (エリーナ Erīna?): Honoka (穂花?)
- Kai Hyuga (日向 快 Hyūga Kai?): Riki Miura (三浦 力 Miura Riki?)
- Shu Karasuma (烏丸 舟 Karasuma Shū?): Hiroaki Iwanaga (岩永 洋昭 Iwanaga Hiroaki?)
- Witch Kill (魔女キル Majo Kiru?): Sanae Hitomi (人見 早苗 Hitomi Sanae?)
- Section Chief Iwamoto of SARD (SARD岩本室長 Sādo Iwamoto Shitsuchō?): Ijily Okada (イジリー岡田 Ijirī Okada?)
- Lizard Doubler (リザードダブラー Rizādo Daburā?, Voice): Tomokazu Seki (関 智一 Seki Tomokazu?)
- Zan Vardo (ザン・バルド Zan Barudo?, Voice): Dai Matsumoto (松本 大 Matsumoto Dai?)
- Don Horror (ドン・ホラー Don Horā?, Voice): Shōzō Iizuka (飯塚 昭三 Iizuka Shōzō?)
- Dẫn chuyện (ナレーター Narētā?): Kiyoshi Kobayashi (小林 清志 Kobayashi Kiyoshi?)